# Ogończowate
Ogończowate, ogończe (Dasyatidae) – rodzina ryb chrzęstnoszkieletowych z rzędu orleniokształtnych (Myliobatiformes), obejmująca ponad 70 gatunków, w tym jadowite. Niektóre są niebezpieczne dla człowieka. Mają niewielkie znaczenie gospodarcze.

## Zasięg występowania
Występują w gorących i umiarkowanie ciepłych wodach niemal całego świata. Większość gatunków morskich, niektóre spotykane w wodach słonawych lub słodkich.

## Cechy charakterystyczne
Ciało płaskie, w kształcie zbliżonym do rombu lub tarczy o średnicy od 10 cm u Dasyatis acutirostra do 3 m u Dasyatis brevicaudata. Szerokie płetwy piersiowe podobne do skrzydeł, brak płetwy grzbietowej i ogonowej. Przynajmniej jeden ostry, ząbkowany, jadowity kolec na długim ogonie, kolce po wypadnięciu odrastają.

## Tryb życia
Ogończowate przebywają najczęściej w wodach przybrzeżnych zamaskowane w piasku podłoża. Żerują przeważnie w nocy. Dobrze pływają. Zaatakowane bronią się uderzając napastnika ogonem. Są żyworodne, samica rodzi od kilku do kilkunastu młodych.

## Wypadki śmiertelne
Jad ogończy może być śmiertelny dla człowieka jeśli dostanie się do krwiobiegu. 4 września 2006 w okolicach Port Douglas w stanie Queensland (Australia) od ukłucia kolcem jadowym ogończy Dasyatis brevicaudata w okolice serca zginął Steve Irwin. Istnieje tylko 17 udokumentowanych przypadków śmierci tego typu na świecie.

## Klasyfikacja
Rodzina ogończowatych dzieli się na 4 podrodziny:

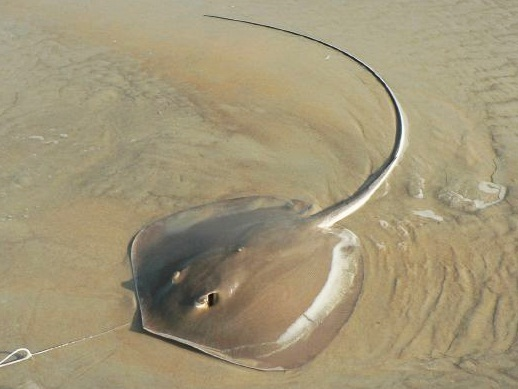
Pateobatis jenkinsii

- Dasyatinae Jordan & Gilbert, 1879
- Neotrygoninae Last, Naylor & Manjaji-Matsumoto, 2016
- Urogymninae Gray, 1851
- Hypolophinae Stromer, 1910